# 科氏波魚
科氏波魚（学名：Rasbora kottelati）為輻鰭魚綱鯉形目鯉科波魚屬的一個種，該物種分布於亞洲婆羅洲西北部，體長可達7公分，棲息在低地溪流及沼澤。
种名以瑞士鱼类学家Maurice Kottelat的名字命名。